# IC 1219
IC 1219 — галактика типу S0 (спіральна галактика) у сузір'ї Геркулес.
Цей об'єкт міститься в оригінальній редакції індексного каталогу.